# Poieni-Solca
Poieni-Solca é uma comuna romena localizada no distrito de Suceava, na região de Bucovina. A comuna possui uma área de  km² e sua população era de 2046 habitantes segundo o censo de 2007.